# Wilwisheim
Wilwisheim je občina v departmaju Bas-Rhin francoske regije Alzacija.
Leta 1990 je v občini živelo 600 oseb oz. 113 oseb/km².